# Александрова, Наталья Николаевна
Ната́лья Никола́евна Алекса́ндрова (17 февраля 1984, Тюмень) — российская дартсменка. Многократная чемпионка России, игрок сборной страны. Мастер спорта России.

## Биография
В дартс пришла случайно. Коллеги по работе рассказали о турнире, который проходил в тюменском Запсибколледже. Александрова заявилась на него и неожиданно выиграла, после чего председатель местной федерации дартса Игорь Тюшняков пригласил её на тренировки. Спустя два года Александрова выполнила норматив мастера спорта, заняв второе место на командном чемпионате России. Первая дартсменка из Тюменской области, ставшая мастером спорта.
Впервые чемпионкой России стала в 2021 году, победив в командном разряде. В том же году заняла второе место в личном чемпионате России, проиграв в финале Алисе Бурыкиной. Всего на её счету восемь золотых медалей. В 2022 году выиграла Кубок России в личном разряде.
В 2024 году стала седьмым игроком в дартс в истории, который имеет золото во всех дисциплинах чемпионата России. Победы в личном и парном разрядах Александрова праздновала с разницей в два часа
Использует дротики Target Carrera V-Stream V3 (21 грамм).
С 2019 года входит в состав сборной России по дартсу. Принимала участие в Кубке мира WDF (2019).
Живёт в Тюмени, но на всероссийском уровне представляет Свердловскую область.

## Личная жизнь
Замужем. Супруг — Евгений Покацкий (1978), президент Федерации дартса города Тюмени.

## Достижения

### Личные
- Чемпионка России (2024)
- Обладатель Кубка России (2021, 2022)
- Вице-чемпионка России (2021)

### Американский крикет
- Чемпионка России (2022)
- Вице-чемпионка России (2023)[7]

### Парные
- Чемпионка России (2024)
- Вице-чемпионка России (2022)
- Бронзовый призёр Кубка России (2023)[8]

### Микст
- Чемпионка России (2021)
- Вице-чемпионка России (2022)

### Командные
- Чемпионка России (2021, 2022, 2023, 2024[9])